# Shinto-tempel
 Der er for få eller ingen kildehenvisninger i denne artikel, hvilket er et problem. Du kan hjælpe ved at angive troværdige kilder til de påstande, som fremføres i artiklen.

Et shinto-tempel (japansk: 神社 jinja?, som betyder "Gud(erne)s sted") er en bygning, hvis hovedformål er at være hus for en eller flere shinto-kami (guder indenfor shinto-religionen i Japan). Den vigtigste bygning i templet bruges til at opbevare hellige genstande og ikke til tilbedelse. Selvom man på dansk og andre ikke-japanske sprog refererer til shinto-helligdommene med et enkelt ord, på dansk "tempel", har de mange forskellige navne på japansk, såsom gongen, -gū, jinja, jingū, mori, myōjin, -sha, taisha, ubusuna eller yashiro.
Strukturelt set er et shinto-tempel karakteriseret af tilstedeværelsen af et honden (kaldes også shinden 神殿), som er et reservat, hvori kami'en findes. Det er dog ikke alle shinto-templer, som har et honden. Nogle templer, især i bjergene, har ikke et honden. Manglen på et honden kan også skyldes, at der i nærheden af templet er en alter-lignende struktur kaldet et himorogi (helligt hegn 神籬) eller et objekt som tiltrækker ånder, et såkaldt yorishiro (依り代). Der er oftest også et haiden (tilbedehal 拝殿).
Der er også miniaturetempler: hokora, som findes langs vejene i Japan. Nogle af de største templer har endda deres eget miniaturetempel. Endvidere findes der mobile templer: mikoshi, som bæres på lange pæle, dog bruges mikoshi'er oftest kun i forbindelse med festivaler (matsuri).
I år 927 e.Kr. blev Engi-shiki (神社本庁) (ordret: procedurer for Engi-æraen) bekendtgjort. Dette værk kategoriserede alle 2.861 eksisterende templer på daværende tidspunkt samt 3.131 af de officielt anerkendte og stadfæstede kami. Siden da er disse tal steget betydeligt. Bureauet for Kulturelle Affærer i Japan anslår at antallet af templer i Japan er 79.467, hvoraf de fleste er forbundet med Association of Shinto Shrines. Nogle templer, fx Yasukuni-templet, er komplet uafhængigt af udefrakommende myndigheder. Der anslås dog, at der er omkring 100.000 shinto-templer i Japan, dog ikke medregnet private templer, som folk har i deres eget hjem eller er ejet af mindre grupper, forladte og forfaldne templer samt det mobile hokora-tempel.